# Mitra pyramis
Mitra pyramis is een slakkensoort uit de familie van de Mitridae. De wetenschappelijke naam van de soort is voor het eerst geldig gepubliceerd in 1828 door Wood.